# Fijirall
Fijirall (Gallirallus poecilopterus) är en utdöd fågel i familjen rallar inom ordningen tran- och rallfåglar.

## Utbredning och status
Fågeln återfanns tidigare på Fiji. IUCN kategoriserar arten som utdöd och har inte setts sedan 1973.

## Släktestillhörighet
Arten placeras traditionellt i släktet Nesoclopeus, men DNA-studier visar att detta är inbäddat i Gallirallus.